# Tomezō Yamamoto
Tomezō Yamamoto (山本留蔵, Yamamoto Tomezō) est un as du service aérien de la Marine impériale japonaise pendant la Seconde Guerre mondiale, crédité de 11 victoires aériennes.

## Biographie
Tomezō Yamamoto naît en 1922 à Kitami, sur Hokkaidō. Il s'engage dans la Marine impériale japonaise en 1939 et est sélectionné en novembre 1940 pour intégrer le programme de formation de réserve de vol de classe B (乙飛行予科練習生, Otsu Hikō Yoka Renshū-sei), l'un des nombreux programmes de formations de pilotes dans la Marine impériale.
Yamamoto est affecté au cours de sa formation aux groupes d'aviation (en) (Kōkūtai) de Tsuchiura et d'Ōita. Après avoir été breveté pilote en novembre 1941, Yamamoto est immédiatement affecté au Kōkūtai Chitose pour assurer la défense aérienne de la Micronésie couverte en grande partie par le mandat des îles du Pacifique sous domination japonaise. Il y reste après l'attaque de Pearl Harbor et jusqu'en juin 1942, lorsqu'il est transféré dans le 2e Kōkūtai, formé à Yokosuka à la fin du mois précédent.

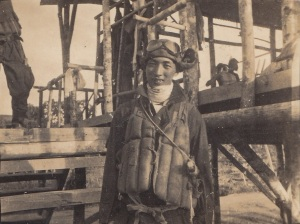
Tomezō Yamamoto en tenue de vol.

Tomezō Yamamoto est envoyé avec le reste de son unité en Nouvelle-Bretagne (sur l'aérodrome de Lakunai (en), à Rabaul) en juillet. Après un déplacement sur l'île Buka, le 2e Kōkūtai est engagé dans la bataille de Guadalcanal au début du mois de septembre. Le 12, Tomezō Yamamoto remporte ses deux premières victoires aériennes contre des appareils américains. Après ces premiers combats, le 2e Kōkūtai est transféré sur des bases situées dans les îles Salomon, pour couvrir des convois et la retraite des troupes japonaises de Guadalcanal. Le 1er novembre, l’unité est renommée pour devenir le 582e Kōkūtai. Tomezō Yamamoto revendique 14 victoires aériennes entre septembre 1942 et juillet 1943, mais 6 d'entre elles lui sont refusées ou considérées comme partagées et n'entrent donc pas dans son tableau de chasse. Le 5 juin 1943 notamment, il revendique avoir abattu avec d'autres pilotes cinq bombardiers en piqué avant d'abattre seul un F4U Corsair lors d'une mission d'interception au-dessus des îles Shortland. En août, il est rapatrié au Japon pour intégrer le Kōkūtai d'Atsugi. Yamamoto est promu maître (一等兵曹, Ittō-heisō) en novembre de la même année,. Le Kōkūtai d'Atsugi est une unité destinée à la formation des nouveaux pilotes du service aérien de la Marine impériale japonaise. Le groupe est cependant renommé le 20 février 1944 pour devenir le 203e Kōkūtai pour participer à des opérations de défense aérienne au-dessus d'Hokkaidō et des îles Kouriles.

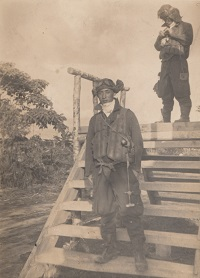
Tomezō Yamamoto en tenue de vol.

Après le dégel printanier, Tomezō Yamamoto et le 203e Kōkūtai sont envoyés sur l'île Choumchou, la plus au nord des Kouriles, à seulement une dizaine de kilomètres du Kamtchatka. Yamamoto et les autres pilotes envoyés dans cette région ont pour mission principale d'intercepter les raids de bombardiers américains lancés depuis des bases dans les îles Aléoutiennes. Entre février et juin, Yamamoto est promu premier maître (上等兵曹, Jōtō-heisō). Le 24 juin, alors qu'il décolle pour une patrouille de routine, son appareil perd brutalement de la vitesse à une cinquantaine de mètres d'altitude et s'écrase. Tomezō Yamamoto est tué sur le coup. Il était crédité au moment de sa mort de 11 victoires aériennes confirmées.